# Forsthaus (Forsthub)

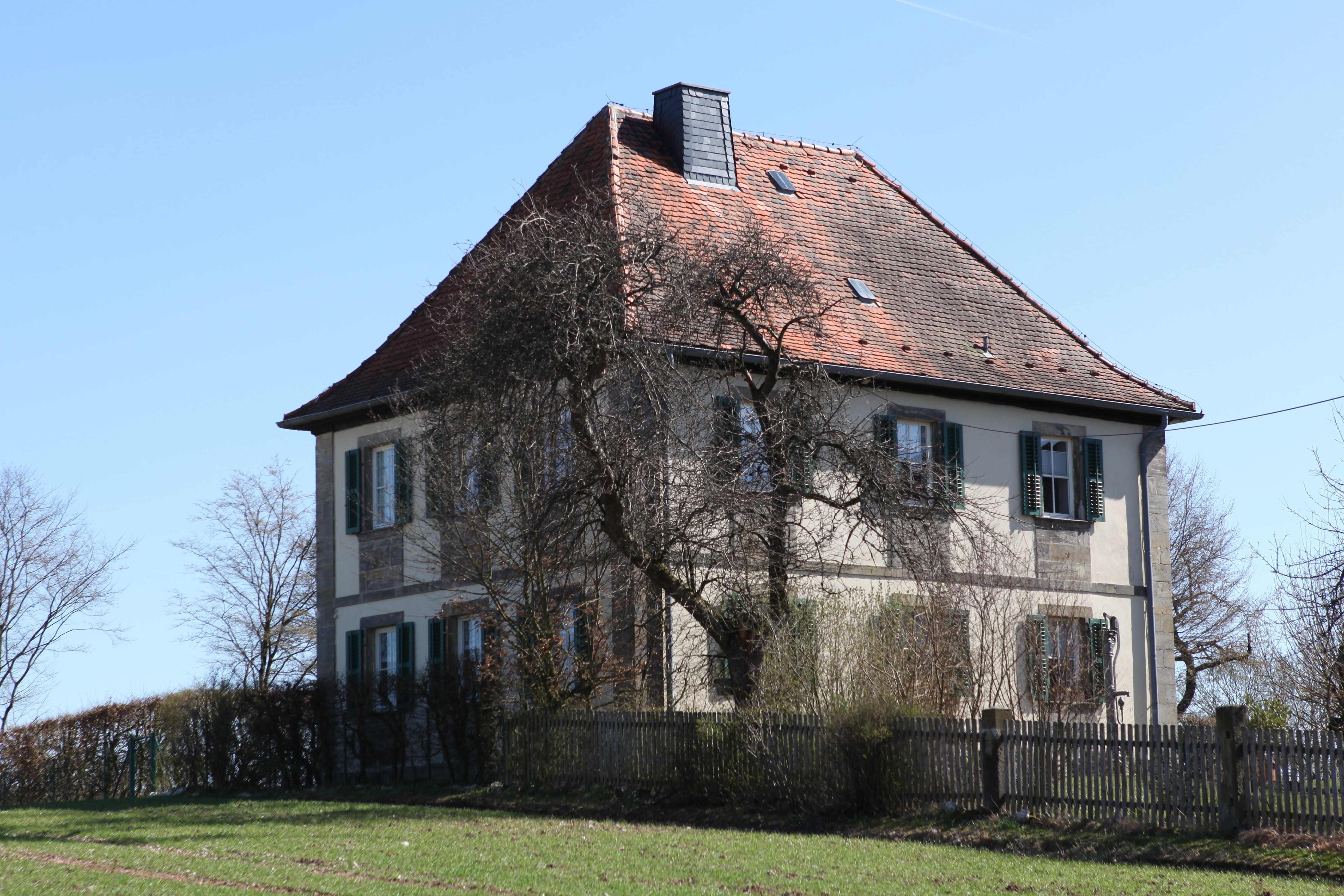
Ehemaliges Forsthaus in Forsthub

Das Forsthaus in Forsthub, einem Gemeindeteil von Grub am Forst im oberfränkischen Landkreis Coburg in Bayern wurde um 1800 errichtet. Das ehemalige Forsthaus an der Gleisenauer Straße 5 ist ein geschütztes Baudenkmal.
Der zweigeschossige Walmdachbau auf einem Hügel besitzt drei zu drei Fensterachsen. 